# カステルヌオーヴォ・ディ・チェーヴァ
カステルヌオーヴォ・ディ・チェーヴァ（伊: Castelnuovo di Ceva）は、イタリア共和国ピエモンテ州クーネオ県にある、人口約100人の基礎自治体（コムーネ）。

## 地理

### 位置・広がり

#### 隣接コムーネ
隣接するコムーネは以下の通り。括弧内のSVはサヴォーナ県所属を示す。
- モンテゼーモロ
- ムリアルド (SV)
- プリエーロ
- ロッカヴィニャーレ (SV)